# NGC 6297
NGC 6297 (ook: NGC 6298) is een lensvormig sterrenstelsel in het sterrenbeeld Draak. Het hemelobject werd op 8 juli 1885 ontdekt door de Amerikaanse astronoom Lewis A. Swift.

## Synoniemen
- UGC 10690
- ZWG 299.50
- NPM1G +62.0208
- PGC 59525